# Marcella Araica
Marcella Araica är en amerikansk inspelnings- och ljudtekniker som har spelat in och mixat låtar till Britney Spears, Madonna, Pink, Duran Duran och Keri Hilson. Hon är också känd som Ms. Lago och The Incredible Lago.

## Fotnoter
1. ↑  Discogs, Discogs artist-ID: 1394951, läst: 25 januari 2024.[källa från Wikidata]